# Senatobia
Senatobia – miasto w Stanach Zjednoczonych, w stanie Missisipi, siedziba administracyjna hrabstwa Tate.